# Hrîhorivșciîna, Varva
Hrîhorivșciîna (în ucraineană Григорівщина) este un sat în comuna Kalînovîțea din raionul Varva, regiunea Cernihiv, Ucraina.

## Demografie
Componența lingvistică a localității Hrîhorivșciîna
     Ucraineană (100%)
Conform recensământului din 2001, toată populația localității Hrîhorivșciîna era vorbitoare de ucraineană (100%).